# Chauncey Delos Beadle

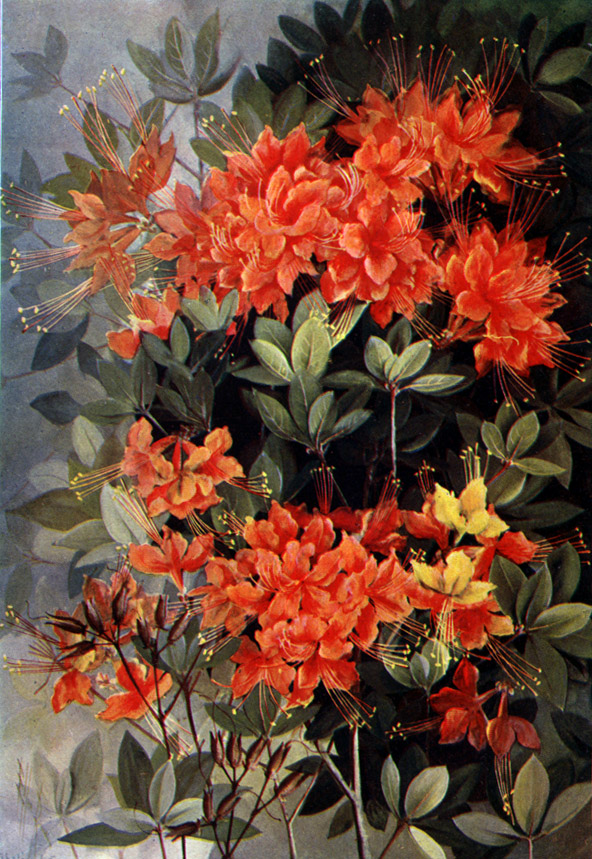
Beadle es conocido por su obra de horticultura, de azaleas. Esta Azalea, de Ellis Rowan, es de Southern Wildflowers & Trees de Alice Lounsberry. Beadle lo prologó.

Chauncey Delos Beadle (5 de agosto de 1866, St. Catharines, Ontario – 4 de julio de 1950) fue un botánico nacido en Canadá y horticultor en el sur de EE. UU.

## Biografía
Fue educado en horticultura  en la Facultad de Agricultura de Ontario (1884) y en la Universidad Cornell (1889). En 1890 el paisajista y arquitecto Frederick L. Olmsted lo contrata para atender su criadero de Biltmore Estate en Asheville, Carolina del Norte. Olmsted se impresiona gratamente de su conocimiento "enciclopédico" sobre las plantas. Beadle terminará por trabajar en Biltmore durante más de 60 años, hasta su deceso en 1950. Es conocido por su obra hortícola da las azaleas, habiendo descripto varias especies y variedades de la región del sur de los montes Apalaches. Con tres amigos, incluyéndolo al "conductor y compañero" Sylvester Owens, se bautizaron cazadores de Azaleas. El grupo hizo expediciones por el este de EE. UU. durante más de quince años, estudiando y recolectando flora nativa. En 1940 Beadle dona toda su colección de 3.000 especies al "Biltmore Estates".

## Algunas publicaciones
Escribió para la revista Biltmore Botanical Studies. Dos de sus más importantes colaboradores fueron Charles L. Boynton y Frank E. Boynton. Para la literatura popular, Beadle escribió la Introducción de Alice Lounsberry Southern Wildflowers and Trees.
Beadle fue posiblemente la inspiración para el carácter de Chauncey Gardiner en el filme Being There, filmado parcialmente en Biltmore Estate.
- La abreviatura «Beadle» se emplea para indicar a Chauncey Delos Beadle como autoridad en la descripción y clasificación científica de los vegetales.[1]